# 화중선
《화중선》(중국어: 畵中仙, 영어: Picture of a Nymph)는 1988년 공개된 홍콩 영화이다.

## 출연
- 왕조현 - 주연
- 오계화 - 정진부
- 원표 - 기아
- 우마 - 연적하

## 한국판 성우진(SBS)
- 성유진 - 주연(왕조현)
- 김승준 - 정진부(오계화)
- 구자형 - 기아(원표)
- 이강식 - 연적하(우마)
- 신흥철 - 유령(원화)
- 유제상 - 상인(임위)
- 함수정 - 구미호(이보봉)
- 조미란 - 주연의 시녀(설지륜)
- 송덕희 - 마을 아이(나미미)